# Historia de la orfebrería

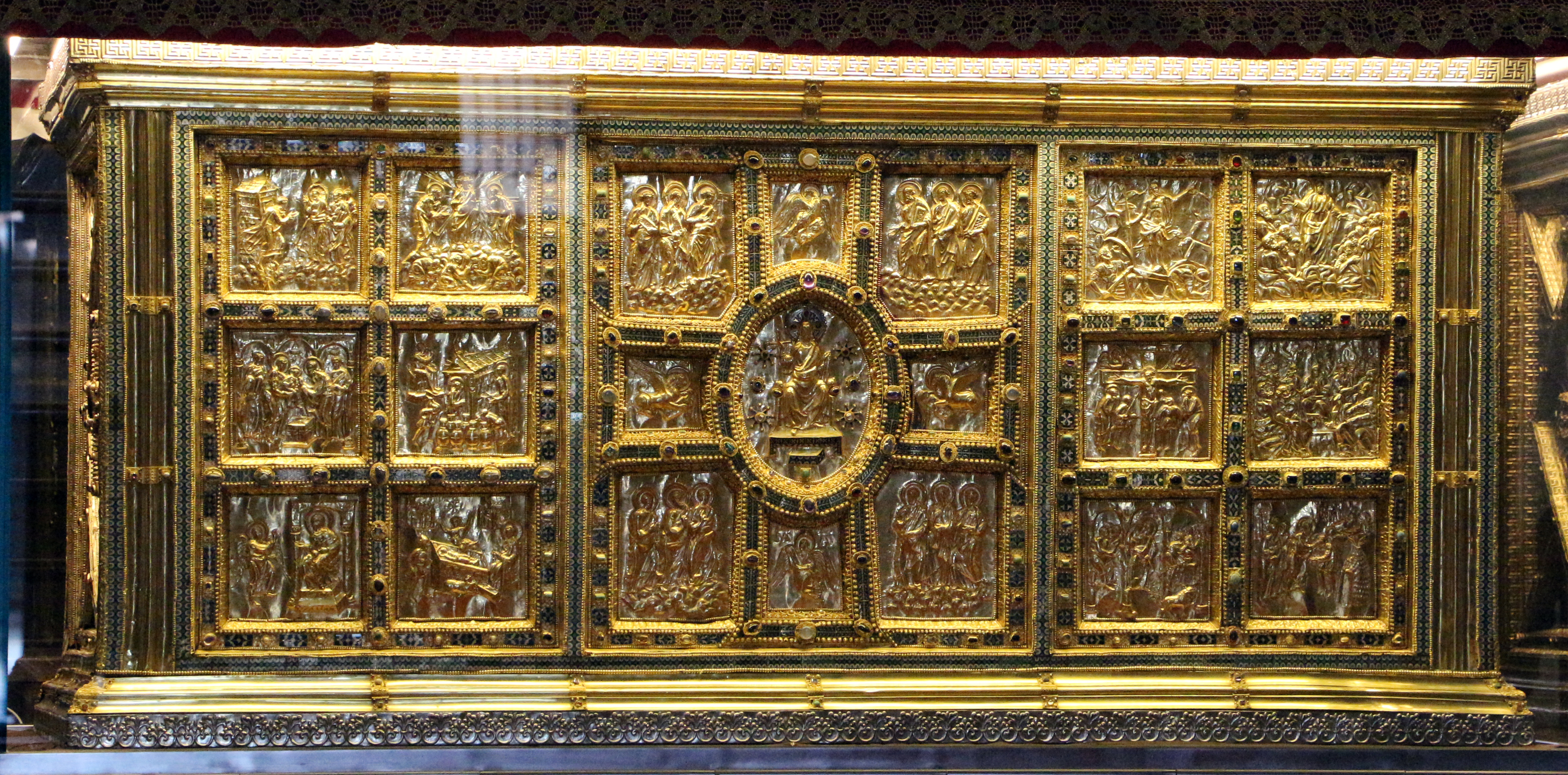
Altar de San Ambrosio de Milán, obra de Vuolvinus (c. 850)

La Historia de la Orfebrería trata de la evolución de la orfebrería a través del tiempo.En la antigüedad, los orfebres utilizaban metales preciosos como el oro, la plata y el cobre para crear sus piezas.
También se utilizaban materiales como el marfil, las conchas, las piedras preciosas y los vidrios. Los materiales elegidos a menudo tenían un significado simbólico en la cultura que los creó. Por ejemplo, los antiguos egipcios consideraban que el oro era el metal de los dioses y lo utilizaban en piezas para honrar a los dioses. Su historia es bastante antigua, de hecho se tienen algunas pruebas que la técnica se practicaba incluso en la prehistoria durante el periodo neolítico donde los habitantes de la época elaboraban piezas de cobre, bronce y oro. El primer registro verídico de la orfebrería se encontró en Necrópolis de Varna, en un yacimiento arqueológico localizado en Bulgaria. Este registro data desde el periodo calcolítico y se encontraron brazaletes y collares.

## Prehistoria
Los primeros hallazgos de orfebrería son sencillas piezas de cobre que datan del final del periodo neolítico seguidas muy pronto de las de oro, plata y bronce, al abrirse la edad que recibe el nombre de este último metal. Los objetos que se labraron con dichos materiales consistían en diademas lisas a modo de cinta, gruesos brazaletes y collares rígidos (o torques) de una pieza, terminada por bolas piriformes, otros collares formados por sartas de bolitas perforadas y, en fin, anillos y pendientes de forma circular sencilla. La ornamentación de tales preseas, cuando existe, es puramente geométrica y se limita a surquillos rectos y en zig-zag, dientes, circulillos, puntos hechos a martillo, etc. Como cosa excepcional, se existe del antiguo Egipto algún cuchillo de sílex con guarnición y vaina de oro, ornamentadas con florones y figuras de animales. Se labraron también de cobre y de bronce agujas, cuchillos y armas diferentes en forma de flechas, espadas y hachas con alguna ornamentación geométrica en el puño y con un temple y corte bastante fino en la hoja y también una burrocracia

## Edad Antigua

### Oriente Próximo
Por las referencias de los primitivos historiadores, por los relatos de las inscripciones cuneiformes y por las escenas que los relieves antiguos de Asiria y Persia representan, sabemos que las obras de orfebrería y de broncería fueron muy abundantes y suntuosas en dichos imperios aunque no haya llegado hasta nosotros sino sencillos y escasos ejemplares de preciosos objetos abundando algo más los de bronce. Consta que usaban los reyes y magnates asirios, persas vajillas de oro y plata, dijes, adornos de inestimable precio, carruajes y aparejos de montura cuajados de oro, plata, sillas o tornos, mesa, lechos de preciosos metales o de bronce dorado, etc.
Entre las piezas metálicas de alguna importancia que se han descubierto en las ruinas de sus antiguas ciudades se cuentan principalmente:
- del imperio caldeo, las toscas estatuitas de cobre de la colección Sarzec del Museo del Louvre;
- del imperio asirio, las planchas de bronce repujado cuyos relieves figuran escenas guerreras y victorias del emperador y que a modo de fajas, adornaban las puertas del palacio de Asurnasirpal en la antigua Imgur-Bel, los cuales se hallan en el Museo Británico y son conocidos con el nombre de Puertas de Balawat. Además, las campanillas con que se adornaban los jaeces de los caballos, los vasos o platos de bronce con relieves de figuras dispuestas en zonas concéntricas, hallado todo en Numrudi por Layard y las tazas, copas y adornos del mismo metal entonrados en el palacio de Senaquerib (en Koyundjik) que hoy figuran en el expresado Museo londinense;
- del imperio persa, los anillos, pendientes y otros dijes de bronce (algunos, con incrustaciones de oro) descubiertos en Susa y en la antigua Rages (éstos, con formas espirales).

### Egipto

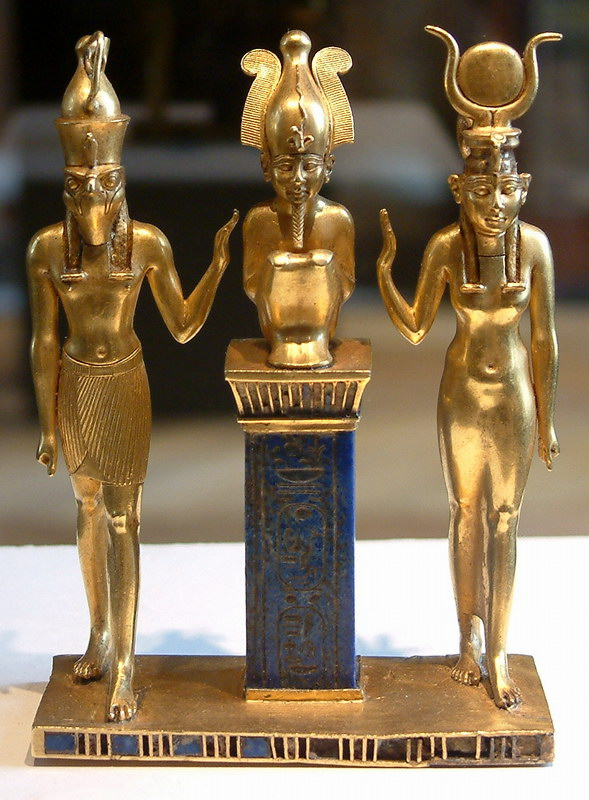
Orfebrería en Egipto. Dinastía XXII.

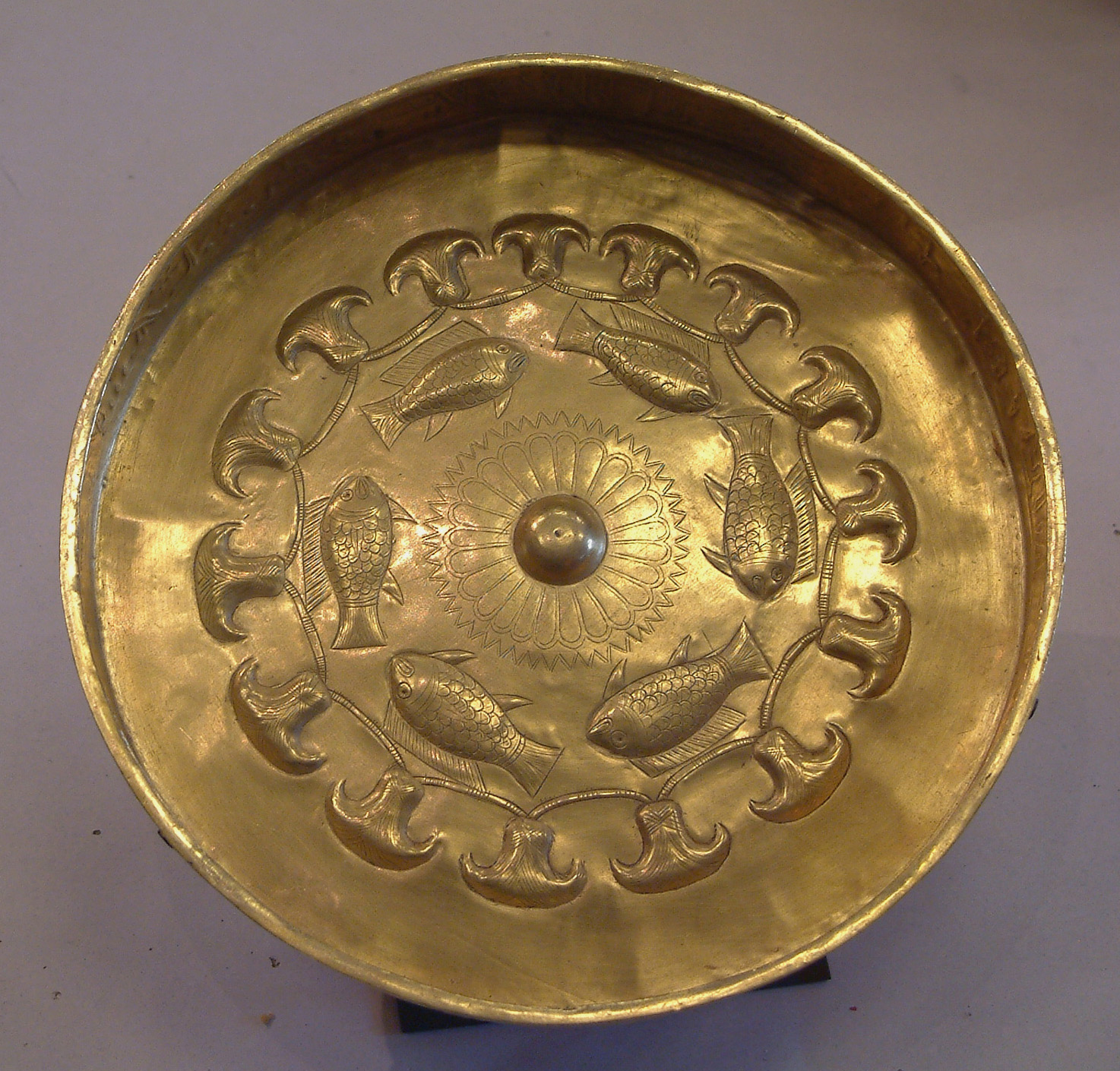
Orfebrería en Egipto. Dinastía XVIII.

La orfebrería egipcia, datada desde la época predinástica, y empleó con profusión el oro en utensilios valiosos. También para recubrir o chapar otros de bronce, piedra o madera. Consta que las minas de cobre de la península del Sinaí se explotaron desde épocas de las primeras dinastías.
Las vasijas de uso cotidiano en templos, palacios y casas de los nobles, eran normalmente de oro con relieves y grabados de figuras dispuestas alrededor de las mismas. En oro, bronce dorado y marfil (raramente en plata, muy escaso en Egipto) se labraron muchísimas estatuillas en honor a las divinidades y altos personajes. Asimismo fueron adornados de pedrería los tronos, muebles, brazaletes, collares, anillos, etc. Se revestían con planchas de oro o de electrum las puertas de los templos, los relieves de piedra y aun los zócalos y obeliscos más estimados. Se empleaba el bronce, como material ordinario en utensilios domésticos y en estatuas adornándolas a veces con incrustaciones de oro y plata.
Entre los objetos preciosos de orfebrería egipcia que han llegado hasta nuestros días y que guardan los museos destaca la colección de joyas de la reina Ahhotep II, que figura en el museo de El Cairo y que se hallaron en el sepulcro de la reina (del siglo XVI al XVII a. C.) entre los cuales hay preciosas diademas, collares, anillos, un pectoral, una barquita de oro y otra de plata, con figurillas de tripulantes hechas de los referidos metales.
Asimismo, se admiran en el mencionado museo los riquísimos tesoros de otras princesas de la dinastía XII (siglos XX, XIX a. C.) con joyas parecidas cuyo número alcanza la cifra de 6000. El museo del Louvre atesora, entre otras preciosidades de oro, la tríada de Osiris, Isis y Horus y unas copas con figuras grabadas. Del estudio de tales labores se infiere que los egipcios usaban los procedimientos decorativos del repujado, cincelado e incluso del granulado, que suele atribuirse a los griegos.
la orfebrería hebrea debió tener influencias de la egipcia por lo menos en la confección de los objetos que crearon los israelitas en su estancia y posteriór paso por el desierto de Arabia (Éxodo, capítulos XXV y XXVI) conservando la memoria del arte egipcio. Por otra parte, cerca del Sinaí, donde acamparon se encontraban minas de cobre, explotadas entonces por los egipcios, de las cuales y de sus hornos o fábricas todavía se conservan restos. Las obras de la época de Salomón debieron tener carácter fenicio.

### Fenicios
La orfebrería fenicia, siempre de excelente técnica, dada la demanda que en todo el Mediterráneo se hicieron de sus joyas -aparte de los abalorios y quincalla- arranca de las tradiciones artísticas del área sirio-palestina, como muy bien ha señalado G. Pisano, de la egipcia (objetos -preciosos de las tumbas de Abi-Shemu y de Ip Abi-Shemu, de Biblos) y, en menor medida, de la micénica.
La joyería, que conoció un amplísimo repertorio formal (pendientes, collares, anillos, brazaletes, amuletos, etc.) cada vez fue más imitada, no faltando en Occidente verdaderas obras maestras. Junto a los metales nobles, las piedras preciosas y semipreciosas, así como los esmaltes, contribuyeron a realzar la fastuosa belleza de las piezas que los orífices fenicios superior crear, como puede verse, por ejemplo, en las de Sidón (hoy en el Museo de Beirut) o en las extraordinariamente hermosas de las tumbas reales de Chipre, piezas a las que a su valoración decorativa debe añadirse también, como ha remarcado últimamente A. Caubet, su profundo sentido simbólico y mágico.
Los fenicios, más industriales y comerciantes que artistas cultivaron la orfebrería, joyería y broncería imitando en su estilo a los demás pueblos de Oriente, con quienes se relacionaban y combinando los dibujos de unos y otros. Sus obras más celebradas, entre las que aún se conservan son las joyas (collares, pendientes, copas) del tesoro hallado en Praeneste (Italia) y las del tesoro de Curium (Chipre) que deben datar del siglo X a. C. Entre las primeras sobresale una gran copa de plata dorada con relieves de figuras egipcias en zonas o círculos concéntricos, semejante a otra de Dali (Chipre). Asimismo, existe una pátera de plata con relieves asirio-egipcios dispuestos en zonas también, hallada en Curium y otra parecida, descubierta en Amatonte (de la misma isla) aparte de variados dijes de oro, plata y bronce.
Para identificar cada obra como propia, cada orfebre utilizaba símbolos propios en forma de sello, grabados en contrarrelieve en la pieza, lo que le daba autenticidad a la joya. Se utilizaban también para aumentar su valor, ya que las piezas de mayor calidad eran siempre reconocidas por su marca identificatoria. Estos símbolos fueron modificandóse a través de los siglos, hasta derivar en lo que luego serían los nudos celtas, base del arte medieval celta.
En cuanto a las alhajas de arte fenicio descubiertas en la península ibérica, hay que adjudicarlas en casi su totalidad a los cartagineses y en ellas se descubren influencias egipcias, asirias y griegas. Sobresalen por su riqueza e importancia las diademas y pendientes de oro del Tesoro de Aliseda (Cáceres) y por su número y variedad las joyas gaditanas y ebusitanas (de Cádiz e Ibiza) halladas en sus necrópolis cartaginesas. Las de estas dos últimas localidades consisten principalmente en collares, pendientes, anillos con gemas labradas o entalladas y amuletos variados, notándose en algunos anillos que el oro solo recubre lo exterior de la pieza, siendo el ánima de cobre, a semejanza de otros de Asiria que guarda el Museo Británico. De la necrópolis gaditana se han extraído mejores alhajillas que las de Ibiza. Pero en cambio, han rendido éstas mayor contingente en otros objetos curiosos de bronce como pinzas, tijeras, navajas de afeitar y campanillas. Al mismo arte pertenecen, sin duda, las joyas del Tesoro de Jávea.

### Prehelénico

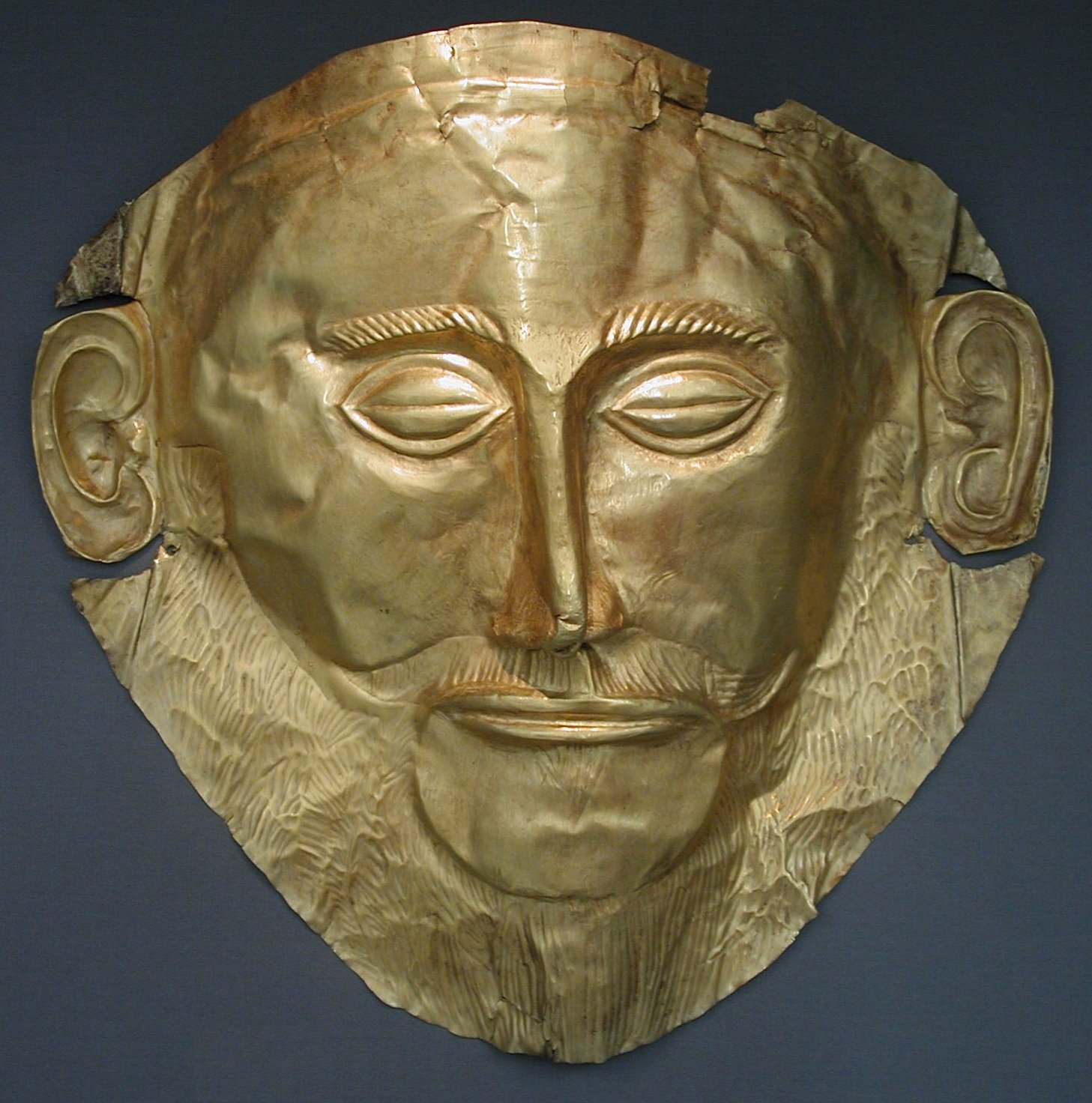
Máscara funeraria de Agamenón, Micenas.

La civilización micénica se distinguió entre las prehelénicas por sus labores industriales, sobre todo, en orfebrería, a juzgar por los descubrimientos realizados en la antigua Troya y ciudades de su época. Los objetos más interesantes son las copas de oro y plata que llevan repujadas labores y las joyas de indumentaria halladas en Troya y en Micenas. Estas joyas consisten sobre todo, en collares y diademas de oro repujado de las cuales pende una serie de medallones o plaquitas por medio de cadenillas también de oro. Con ellas, forman juego varias otras alhajas de oro como anillos, fíbulas, grandes alfileres, brazaletes en forma de espiral, placas con figuras de animalillos y dibujos en espiral, máscaras mortuorias para cubrir el rostro de los difuntos, puñales de bronce con hermosas incrustaciones de oro y plata, cuyos dibujos representan escenas de cacería, etc. Varias de dichas piezas acusan en sus figuras una visible influencia caldea o asiria, quizás importada por los fenicios.
En Vafio, ciudad del Sur de Grecia, se descubrieron dos tazas de oro con figuras repujadas y de un estilo semejante a las antedichas, que por lo mismo, se suponen de igual época y origen.

### Grecia

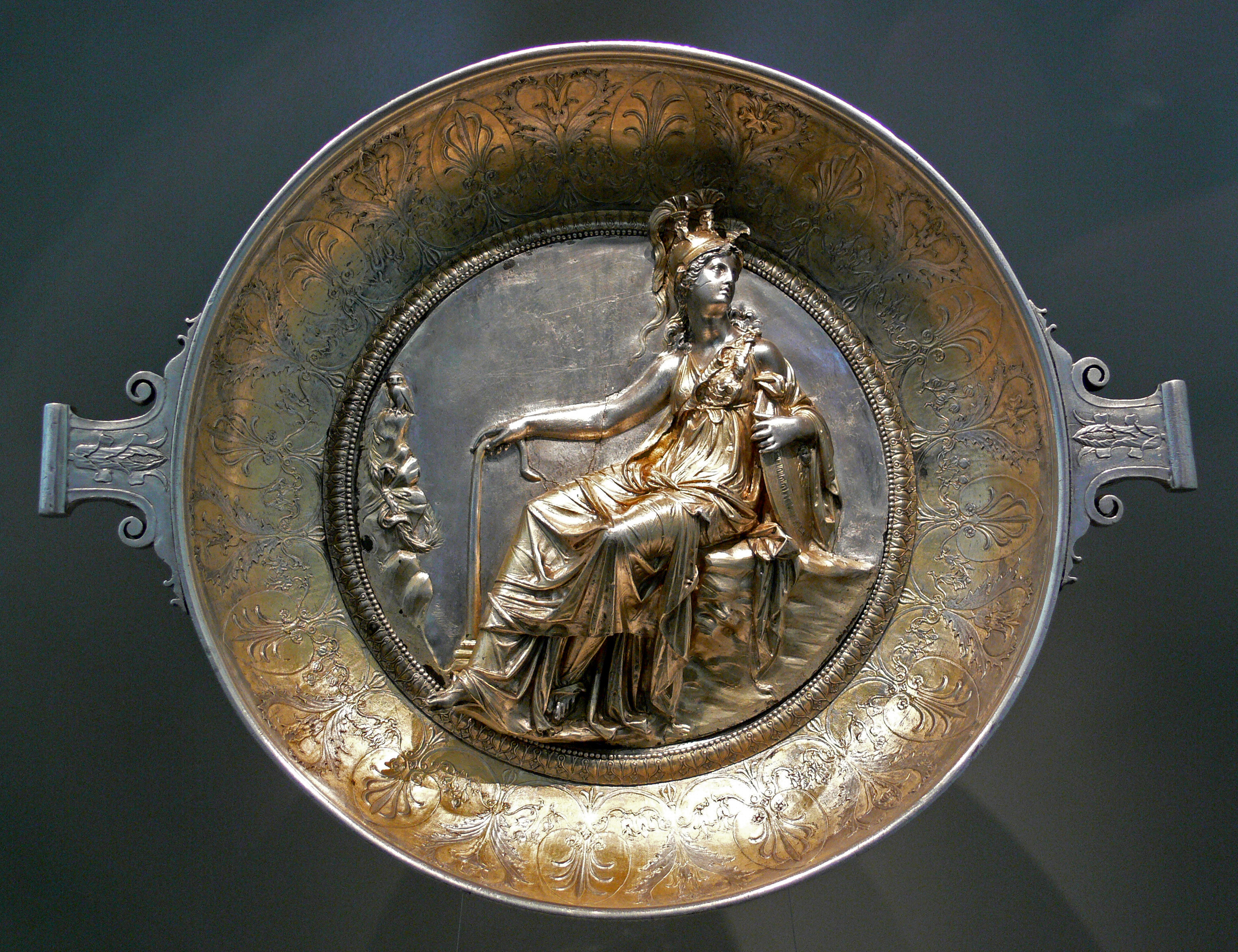
Pátera de Minerva. Esta obra y la crátera de 30 libras romanas (ambas repujadas y cinceladas) forman parte del tesoro de Hildesheim, junto con otras 60 piezas igualmente de plata, fruto quizá de un botín.

La orfebrería alcanzó en Grecia un estado al nivel de las Bellas Artes primarias. A los procedimientos fabriles del repujado, cincelado y filigranado ya conocidos en las civilizaciones precedentes, se añadió por los artistas griegos el granulado, sembrando de perlitas de oro la superficie de la pieza por un procedimiento desconocido. Pero mucho antes que los griegos ya lo practicaban los egipcios pues se han encontrado en joyas de la dinastía XII (unos veinte siglos a. C.)
En sepulcros de Grecia se han encontrado plaquitas de oro o de plata con figuras repujadas que debieron ser ornamentos de vestido. Se agregan a dichas obras de orfebrería griega los numerosos bronces de igual estilo (desde el siglo VIII a. C.) coleccionadas por los museos principales ya sean estatuas, amuletos, placas de adorno con figuras repujadas, ya espejos bruñidos y con grabados en el reverso, ya fíbulas, etc.
Por otra parte, no constan objetos de orfebrería propiamente romanos hasta ya entrada la época del imperio pues a pesar de la riqueza artística de los potentados de Roma desde las postrimerías de la República su arte procedía entonces de Grecia. Aun romanizado este arte, conservó en los dos o tres primeros siglos del imperio la tradición griega que le dio la vida y de aquí el habernos legado la civilización romana numerosos objetos de bronce y aun muchos de plata y de oro tales como jarrones, discos o ápteras, copas, anillos, fíbulas, brazaletes y variados dijes. Con todo, se advierte en ellos, la mano romana desde el imperio de Augusto y especialmente se distinguen los objetos romanos de plata y oro por tener grabadas con punzón algunas señales indicadoras del peso o cantidad del metal precioso que llevan.
En la colección que Charles de Luynes legó a la Biblioteca Nacional de París se encuentra la famosa Pátera de Rennes hallada en la población de este nombre que es un plato de oro macizo de 25 centímetros de diámetro con numerosas figuras cinceladas representando en su fondo el amigable triunfo de Baco sobre Hércules (o del vino sobre la fuerza). Además, dos jarrones de plata repujada del tipo de los oenochoes griegos halaldos en Bernay (Francia) con otros vasos y estatuas de igual materia. Los jarrones miden treinta centímetros de altura y representan en relieve asuntos de la guerra de Troya. Con ellos, figura también el mayor disco o pátera romana conocido con el falso nombre de Escudo de Escipión que data del siglo III de nuestra era. Mide setenta centímetros de diámetro y es de plata con figuras repujadas que representan escenas como las nombradas anteriormente.

## Edad Media

### Paleocristiano
Esta orfebrería debió de ser pobre  en la época de las Catacumbas dada la situación precaria de los fieles. No obstante, se conservan de aquellos siglos y de los inmediatamente siguientes a la paz de Constantino multitud de anillos con piedras finas que llevan grabados símbolos cristianos, varias medallas devotas y los vasos de vidrio dorado que debieron servir para el altar y para la celebración de los ágapes. Estos vasos y otros vidrios semejantes en forma de disco se componen de dos láminas entre las cuales se extiende otra delgadísima de oro que lleva pintadas o grabadas figuras cristianas e inscripciones y de aquí les viene el nombre de aureográficos. Entre las medallas es célebre el conocido medallón de bronce con el relieve de las cabezas de San Pedro y San Pablo, que se halló en las Catacumbas de Domitila y se atribuye al siglo II. Se guarda con otros de los antedichos objetos en la Biblioteca Vaticana. Pero el vidrio aureográfico más notable por la perfección del dibujo se encuentra en el centro de la llamada Cruz de Santa Elena que es una preciosa cruz de plata dorada y cuajada de pedrería con 212 camafeos. Representa el dibujo del vidrio los bustos de la emperatriz Gala Placidia y sus dos hijos y se atribuye a los primeros años del siglo V. También se han hallado de la época algunas lucernas de bronce de tipo romano y con símbolos cristianos.

### Germánico
Los visigodos fueron una fracción pequeña de los pueblos godos primitivos invasores del Imperio Romano. Tras varios intentos, invadieron la Península Itálica en el año 410, llevando a cabo el famoso saqueo de la ciudad de Roma, tras el que se establecieron parcialmente en el sur de la Galia. Allí, se enfrentan a los pueblos francos, lo que los hará migrar de nuevo hacia Hispania, donde se asientan definitivamente. Como pueblo, una de sus manifestaciones artísticas más destacadas, así como el resto de los pueblos germánicos, fue la orfebrería.
Al hablar de orfebrería en época germánica es necesario recalcar la importancia de las piezas visigodas. Gran parte de los elementos de orfebrería se relacionaban con la vestimenta. Las piezas más representativas se encuentran actualmente expuestas en el Museo Arqueológico Nacional y presentan similitudes con la orfebrería desarrollada por los merovingios y los ostrogodos.
Uno de los principales hallazgos es el Tesoro de Guarrazar, hallado en 1858 y que data de entre los siglos VII y VIII. Es considerado el principal exponente de la orfebrería visigoda en Europa y conocido por su riqueza ornamental tanto como por sus técnicas de fabricación. Por otro lado, el tesoro de Torredonjimeno, descubierto en 1926, se considera un conjunto complementario por la similitud de sus materiales (cruces, coronas y colgantes).
En cuanto al Tesoro de Guarrazar, diversos estudios han confirmado que una significativa parte de sus piedras se tratan de gemas naturales, incluyendo zafiros y granates originarios de Sri-Lanka, esmeraldas de Australia y perlas. Por otro lado, en el Tesoro de Torredonjimeno se aprecia un mayor protagonismo de vidrios, viendo así una peor calidad en cuanto a sus materiales .
Otra pieza muy importante de este período fue la Corona de Recesvinto, también conocida como Corona de Guarrazar, una obra maestra de la joyería visigoda creada en el siglo VII en honor al difunto rey Recesvinto (659-672). La pieza está hecha de oro y decorada con zafiros, amatistas y otras piedras preciosas. Tiene una forma circular con cruces colgantes y la inscripción Recesvintus Rex Offeret (Recesvintus Rey ofrece). Esta corona votiva se ofreció a la iglesia como un signo de devoción y poder real, y es una manifestación de la influencia bizantina.
En resumen, las piezas eran ofrendas votivas que personificaban el poder y el fervor religioso. En España, la orfebrería germánica se distingue por el uso de metales preciosos, como el oro, y la decoración con piedras preciosas, como zafiros y amatistas. En parte debido a su inspiración bizantina, las joyas visigodas son muy conocidas por su extravagancia y complejidad técnica. 
La Cruz de Lotario es un importante elemento órfico ubicado en el Tesoro de la Catedral de Aachen en Alemania. Esta cruz es conocida por su intrincado diseño e importante historia, mediante la que se refleja el arte del periodo carolingio. Se cree que se creó en el siglo IX y se asocia con Lotario I, uno de los nietos de Carlomagno. Esta cruz, además de un símbolo religioso, sirve también como símbolo propagandístico del Imperio Carolingio. La cruz está hecha de oro y adornada con diferentes elementos entre los que destacan las piedras preciosas, queriendo mostrar la riqueza y la capacidad del trabajo artesanal y órfico de la época. Además, entre las decoraciones destaca también un intrincado trabajo en metal. El diseño de la cruz refleja los estilos artísticos prevalecientes del momento. 

### Bizantino

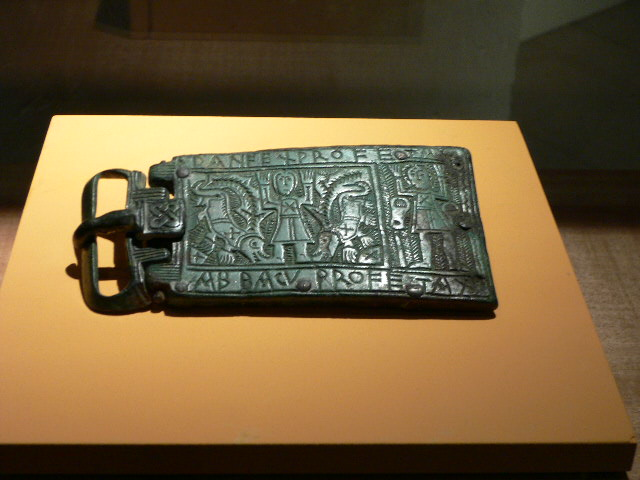
Cierre de cinturón merovingio (Francia).

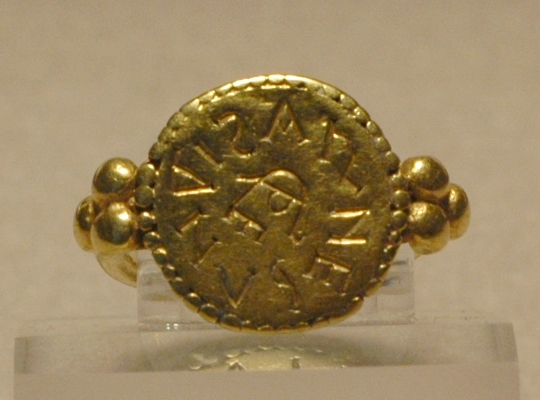
Anillo de oro carolingio.

Puede afirmarse que desde el apogeo del arte bizantino en tiempo de Justiniano I (527-565) hasta el siglo XI, toda la orfebrería cristiana de Occidente fue bizantina propia o de imitación y que incluso durante los siglos de arte románico (del XI al XIII) tuvo el bizantinismo decidida influencia en las obras artísticas de metal que en tal época se realizaron como lo demuestran las que todavía existen y que se guardan en algunos museos y en los llamados tesoros de algunas iglesias. Las más renombradas piezas entre las que se labraron anteriormente a la época del arte románico (siglos VI al X) y que suelen ser de oro (por lo menos la chapa exterior) con filigranas y con engastes de piedras finas (especialmente, granates planos y otras gemas en forma de cabujones), pueden clasificarse del modo siguiente:
- de arte ostrogodo (siglo VI), los restos de una armadura de oro que se tiene por ser de Teodorico, en el Museo de Rávena;
- de arte longobardo (siglos VI al VII)
  - las alhajas de antiguas del tesoro de la catedral de Monza, regaladas pro la reina Teodelinda, sobre todo, las preciosas tapas de un evangeliario;
  - una corona de la misma reina y la Corona de hierro que también se califica como bizantina
- de arte borgoñón primitivo (siglos V y VI)
  - un cofrecillo-relicario en la Abadía de San Mauricio (en el Valais, Suiza);
  - el tesoro de la tumba de Chilperico I en Tournai que guarda el Museo del Louvre;
- de arte de los francos merovingios (siglos VI y VII)
  - las cruces y objetos de culto atribuidos a la mano de San Eloy en la catedral de Limoges y en otras iglesias de la región lemosina;
  - la silla o trono que se dice fue del rey Dagoberto I atribuida igualmente a San Eloy (de bronce dorado) que perteneció a la iglesia de Saint-Denis;
- de arte carlovingio (siglos VIII al X)
  - la corona imperial de Carlomagno, que lleva figuras esmaltadas y profusión de pedrería;
  - el pomo de la espada del mismo emperador que se halla en París;
  - la estatua de Santa Foy, cargada de pedrería;
  - otras varas piezas en el tesoro de la iglesia de Conques (Averyrón, Francia);
- de arte visigodo (siglo VII)
  - el famoso Tesoro de Guarrazar, formado por coronas y cruces votivas de oro con pedrería y esmaltes;
  - varios anillos y collares de oro, de otras procedencias o localidades en el Museo Nacional en Madrid;
- de arte español de tradición visigoda (siglos VIII al X)
  - las cruces de madera recubiertas de oro y adornas con piedras, esmaltes y filigranas que se conservan en la catedral de Oviedo (en la Cámara Santa) conocidas con el nombre de Cruz de los Ángeles y Cruz de la Victoria (años 808 y 908) y otra semejante que hubo en la catedral de Santiago de Compostela (año 874);
  - el cofrecillo-relicario de Don Fruela II (de madera adornada con ágatas, montadas en oro, año 901) que también está en la referida catedral ovetense;
- de arte irlandés o celta cristiano, los objetos antiguos del Museo de Dublín;
- de arte italo-bizantino (siglos IX y X) varios objetos de culto y sobre todo, el Paliotto de Milán (en la iglesia de San Ambrosio), preciosísimo frontal chapeado de oro y plata con relieves de figuras y con profusión de perlas, piedras finas y esmaltes, que se tiene por la mejor pieza de orfebrería cristiana anterior al siglo XI (año 835). Como excelentes obras de broncería de imitación bizantina se cuentan las chapas de bronce con relieves que cubren las puertas de diferentes iglesias italianas de esta época y la siguiente.

### Islámico

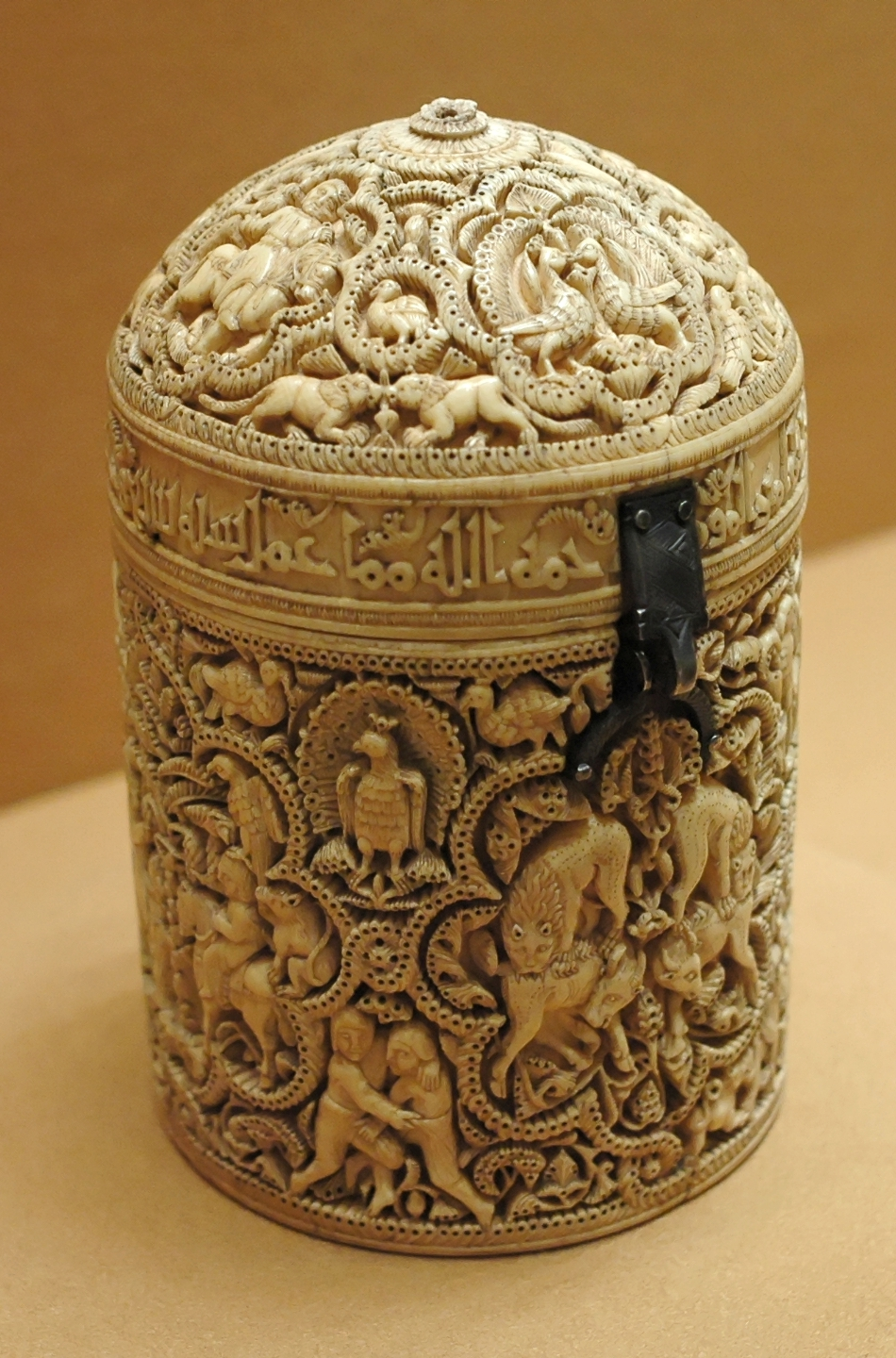
Recipiente de marfil tallado.

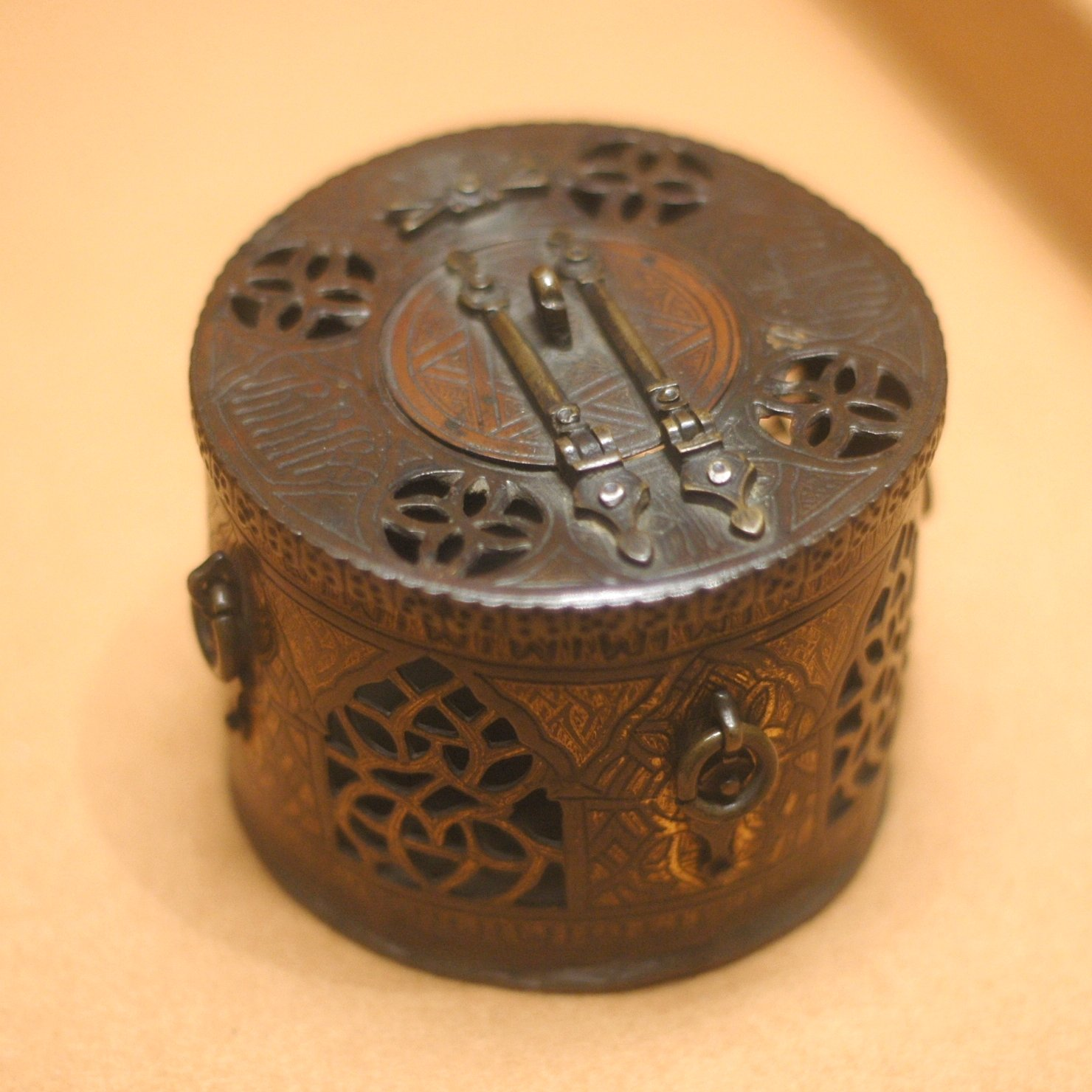
Perfumero.

La musulmana se distingue por su ornamentación especial de hojarasca y lacerías, finísimas filigranas y labores de hermoso damasquinado por las inscripciones en caracteres árabes que suelen ostentar tales objetos. Produjo este arte con preferencia cofrecillos o arquetas, joyas (brazaletes, collares y zarcillos), guarniciones y empuñaduras de armas y lámparas enormes. Las piezas más antiguas que del mismo se conservan en España son las arquetas de madera chapeadas de plata repujada y con esmaltes e inscripciones, siendo la cubierta de estos cofrecillos a modo de tumba, que les da el nombre de arquetas tumbadas aunque hay algunas deforma oval o cilíndrica. Se cuenta de estilo arábigo la arqueta de la catedral de Gerona que es la más antigua (año 976) y las dos de la colegiata de San Isidoro de León, que están en el Museo Nacional siendo una de éstas ovalada, del siglo XI con otras de marfil y de parecidos dibujos.
Las joyas arábigo-hispanas que hoy existen y son de ver en los museos de Granada y Nacional de Madrid (algunas también guardada el de El Cairo de Egipto y el de Kensinton de Londres), datan de los siglos XIV y XV. Las armas con empuñaduras y guarniciones artísticas, damasquinadas y primorosamente incrustadas (son célebres sobre todo las que se llaman de Boabdil, siglo XV apresadas en Lucena), pertenecen a la misma época y se guardan en varios museos y colecciones particulares. Una de aquellas, la espada morisca de Don Juan de Austria, se encuentra en Madrid. En cuanto a las enormes lámparas, linternas y otras vasijas de bronce con labores caladas y con adornos damasquinados, se admiran las principales en el Museo de El Cairo y en el Nacional de España. En este, se halla la conocida con el nombre de Lámpara de Orán aunque sea procedente de Granada. Lleva la fecha correspondiente al año 1305 y mide 2,15 metros de altura.
De arte mudéjar existen variadas piezas artísticas, sobre todo, de bronce. Se distinguen por los escuditos heráldicos e inscripciones latinas o castellanas que suelen llevar en medio de labores de ornamentación arábiga. En este concepto, son notables las puertas de bronce llamadas del Perdón en la catedral de Córdoba (siglo XIV) y otras de igual nombre en la de Sevilla (siglo XV) y Toledo (año 1337), etc.
Se encuentran también de arte mudéjar o árabe en España, sobre todo, en Andalucía algunas piezas de cobre o de bronce a modo de medallas con asa para suspenderlas que llevan en una de sus caras ciertos ornamentos arábigos en grabado o relieve con esmalte o sin él. Son pinjantes o colgantes (generalmente, de los siglos XIII al XV) que sirvieron para adornar los jaeces de los caballos como en Asiria y Celtiberia. La colección más notable que de ella existe se halla en Madrid. Piezas semejantes se hallan en diversas regiones de España con emblemas y con figuras de animales o de cacería, las cuales no tienen carácter alguno religioso ni supersticioso como se les supone.

### Románico

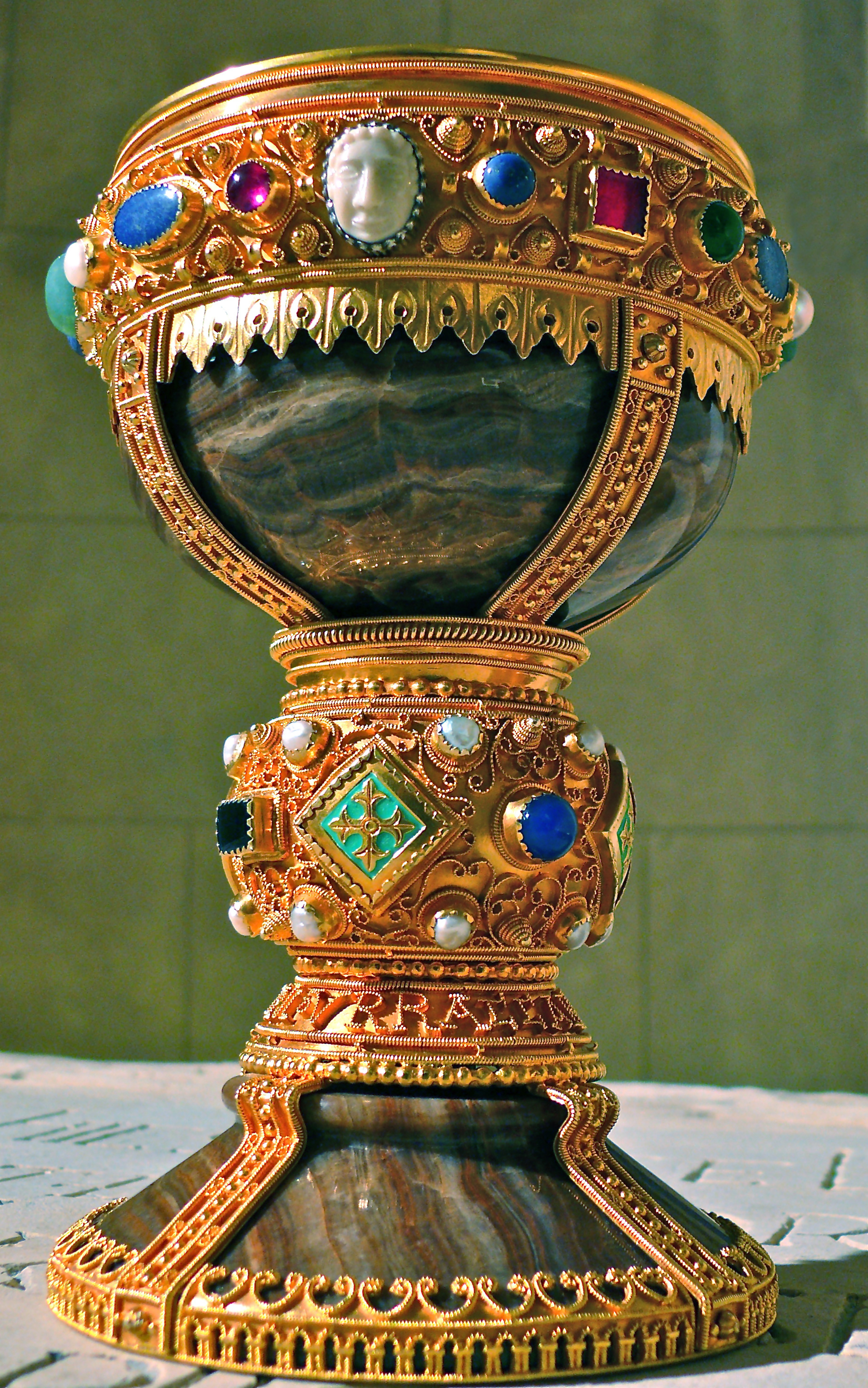
El cáliz de doña Urraca, en la basílica de San Isidoro, León.

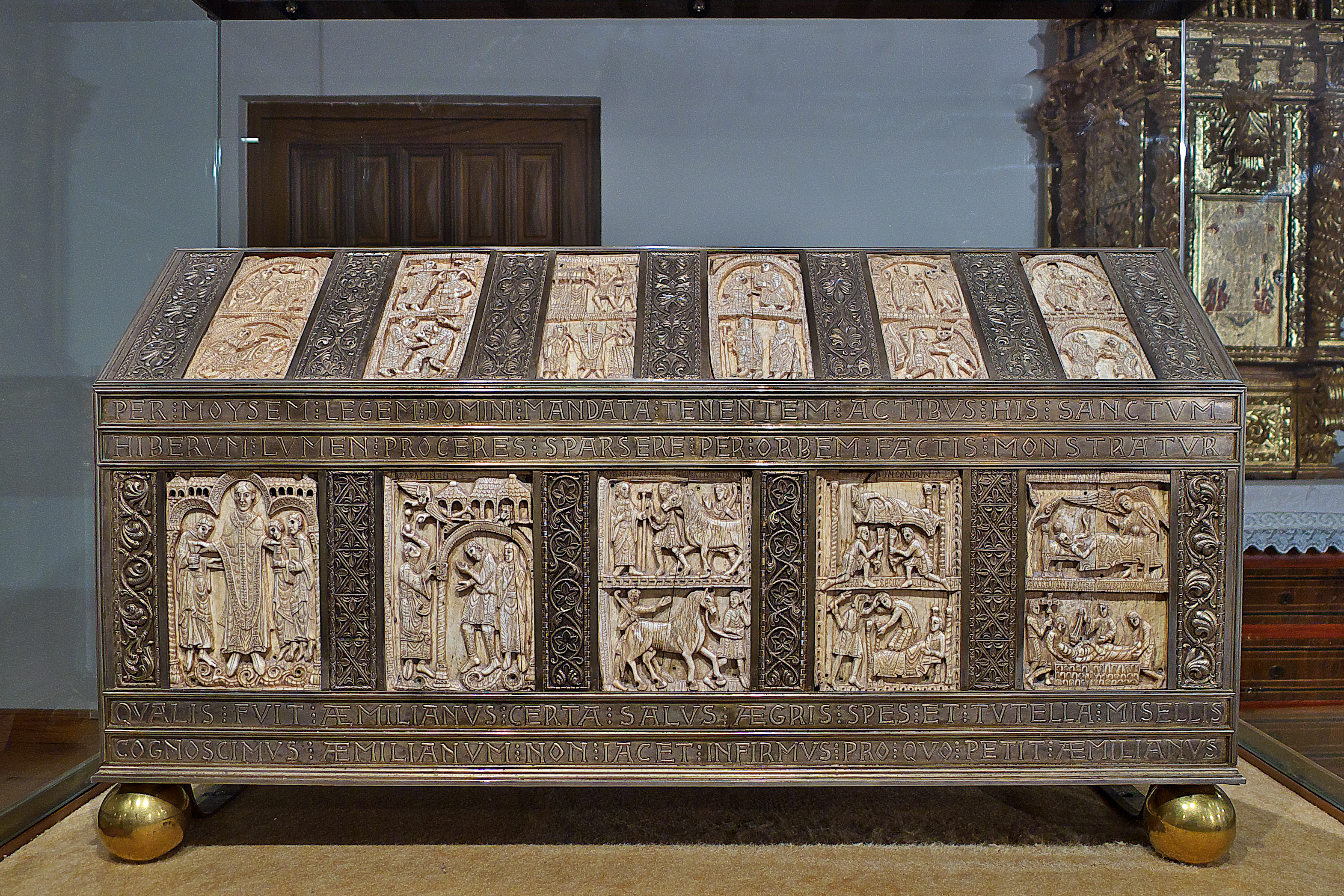
Arqueta de San Millán de la Cogolla (La Rioja, España)

La orfebrería cristiana de los siglos XI, XII y parte del XIII correspondiente a la época románica de las demás artes del dibujo se caracteriza por la preferencia que da al bronce dorado y esmaltado cuando se trata de obras en gran tamaño, por la reducción o menos abundante uso de la pedrería, sustituyéndola parcialmente por el esmalte, por el frecuente uso de la cinceladura e imaginería de relieve en casi todas las obras y por la riqueza o profusión de labores con que trata de embellecerlas.
Se conservan de dicha época ricas tapas de libros litúrgicos, varios cálices, crucifijos y algunas otras imágenes, lampadarios y coronas luminosas, frontales de altar y, sobre todo, cofrecillos y arquetas-relicarios que suelen tener la forma de una casita con cubierta o techumbre a dos vertientes y con arcaturas en los frentes, en cuyos nichos se destacan relieves de imágenes. Su material ordinario es la madera chapeada de bronce o plata, dorados y adornados como se ha dicho.
Tienen celebridad histórica y artística, principalmente los siguientes:
- De arte alemán, con su famosa escuela del Rhin, las grandes urnas o arquetas de reliquias y los frontales, especialmente, el Arca de los Santos Reyes, de plata dorada, oro, esmaltes, pedrería, que mide 1,80 m. por 0,90. Además, las puertas de bronce y las soberbias coronas luminosas, sobre todo, la de Hildesheim (hasta de 6,5 metros de diámetro) también de bronce con imágenes y torrecillas que representan la ciudad santa de la Gloria.
- De arte francés, el cáliz llamado de San Remigio en Reims cubierto de oro y adornado con perlas, piedras, esmaltes y filigranas y con él gran multitud de arquetas-relicarios de Limoges, báculos y cruces de la misma procedencia en todo el Limosín y en muchas otras localidades (como la arqueta de la catedral de Huesca, el báculo de Mondoñedo y el de Estella, en España).
- De arte irlandés, con sus caprichosos entrelazados, varias arquetas y báculos en Irlanda y las coberturas o semiestuches de plata con que se adornan algunas pequeñas campanas de antiguos ermitaños tenidas en veneración como las que se guardan en el Museo de Dublín y en el Británico de Londres.
- De arte inglés, relacionado estrechamente con el de Irlanda, las joyas de la catedral de Gloucester, sobre todo, el candelabro de bronce dorado y cincelado que lleva esculpidas nueve figuras humanas, entrelazándose con cuarenta y dos monstruos.
- De arte italiano, más o menos influido por el bizantino:
  - El gran relicario del oratorio llamado Sancta Sanctorum en San Juan de Letrán (Roma).
  - El frontal de Cittá di Castello (ambos de plata con figuras cinceladas).
  - El gran candelabro de cinco metros de altura con siete brazos de bronce esmaltado en la catedral de Milán.
  - Otros muchos objetos de culto labrados en el activo centro de la abadía de Monte Casino.
- De arte español, que a menudo admite influencias del árabe:
  - Arqueta de San Isidoro, de madera forrada con chapas de plata repujada y cincelada del siglo XI.
  - Los frontales (o quizás, retablos) mencionados arriba.
  - El cáliz ministerial de plata de Santo Domingo de Silos (en su abadía, siglo XI), cubierto de filigranas.
  - El cáliz de Doña Urraca, en San Isidoro de León, hecho de ágata y ornamentado con oro y pedrería.
  - Arqueta de San Millán de la Cogolla (del año 1033).
  -  Arca santa de Oviedo  de la catedral de Oviedo (en la cámara Santa) que en su revestimiento de plata repujada, con figuras de escenas evangélicas se atribuye al siglo XI aunque se le tiene en su origen como de procedencia extranjera, acaso bizantina del siglo IX o del VI, según otros.
  - Algunas efigies sedentes de la Virgen María de madera, chapeadas de plata repujada y cincelada junto con sus tronos (que suelen llevar esmaltes) como las de Ujué, Roncesvalles y la catedral de Pamplona, las de Lugo, Astorga, Sevilla, etc. de los siglos XII y XIII, además de la de Husillos y la de Salamanca chapeada de cobre dorado y esmaltado.

### Gótico
La orfebrería gótica, ya entrado el siglo XII hasta los comienzos del XVI, se desarrollan la orfebrería y broncería góticas que se distinguen de las románicas procedentes en la mayor perfección de las figuras cinceladas, en los adornos y arcaturas de estilo gótico y especialmente en la forma de capillas góticas terminadas en crestería cuando se trata de arquetas-relicarios. Desde mediados del siglo XV se recargan excesivamente de minuciosos detalles decorativos todos los objetos.
Entre los más notables trabajos de esta orfebrería, de los que aún se conservan, destacan los siguientes:
- de arte parisino, que abundó en la confección de muebles profanos y labró preciosos relicarios de oro y plata con exquisita finura, las cajas-relicarios en forma de edículos góticos, conservadas en diferentes iglesias, sobre todo, en la de Santa Gertrudis en Nivelles (Bélgica), la de San Taurín en Évreux y la de Saint-Germain des Prés en París (en sus respectivas iglesias), etc.
- de arte lemosín, que principalmente se ocupó en trabajos de cobre o de bronce con esmaltes, pueden verse en muchas iglesias y en los museos numerosas piezas de carácter religioso, cruces, relicarios, báculos, cofrecillos, etc.
- de arte alemán, que por largo tiempo (siglo XII) conservó reminiscencias románicas, se cuentan;
  - la preciosa corona del Emperador Enrique II el Santo (en Baviera);
  - la caja-relicario de las grandes reliquias de Aquisgrán en forma de edículo ojival;
  - las preciosas cruces, cálices, ostensorios y relicarios esmaltados que figuran en el tesoro de varias iglesias, sobre todo, en las de Colonia y Maguncia;
- de arte italiano, cuyos delicados orfebres eran escultores o cinceladores e inclinados al Renacimiento, se conservan numerosos objetos de mobiliario religioso debidos al cincel de los Pisanos y sus discípulos y son de ver principalmente en los tesoros de las catedrales de Milán, Venecia, Florencia, Siena y Pisa con el suntuoso y gran relicario de los Corporales de Bolsena en la catedral de Orbieto y con las puertas de bronce del baptisterio de Florencia y el retablo de plata en el mismo (siglo XIV), etc.
- de arte español, que reunió elementos de las demás escuelas europeas y de la arábiga, se celebran entre otras preciosidades;
  - el gran relicario de plata y de forma rectangular, dividido en compartimentos llamado Tablas alfonsíes (de Alfonso X) y la corona atribuida a San Fernando, ambos objetos en la catedral de Sevilla;
  - el trono de plata del Rey Don Martín en la catedral de Barcelona, de finales del siglo XI y el retablo también de plata del santuario de Salas, junto a Huesca de la misma época;
  - la cruz procesional de oro con esmaltes, en la catedral de Gerona (siglo XV) en la cual se halla también el célebre retablo de plata con su baldaquino del siglo XIV;
  - otra cruz de plata dorada y esmaltada en la capilla del Condestable de la catedral de Burgos;
  - la Cruz guion de Mendoza que se alzó sobre la Alhambra el día de la conquista de Granada en la catedral de Toledo;
  - la corona y cetro de los Reyes Católicos en la Capilla Real de Granada;
  - las magníficas custodias u ostensorios y cruces de plata que tienen algunas catedrales como la de León;
  - el relicario de los Corporales de Daroca;
- de arte portugués, semejante al español el ostensorio y el báculo del infante Don Enrique (siglo XV) en la catedral de Evora y el precioso ostensorio de Belén o de la Ajuda (de oro) con sus doce apóstoles de principios del siglo XVI.

## Edad Moderna

### Renacimiento
Llegado el siglo XVI, el arte de los escultores y orfebres italianos fue imponiéndose en toda Europa, especialmente con la influencia que ejercieron las producciones de Benvenuto Cellini. Pero a finales del siglo XVII y durante el siglo XVIII imperó el gusto francés, muy fastuoso y a menudo exagerado, cundiendo por todas partes en dicho último siglo la ornamentación típica del estilo Luis XV. Son incontables y se hallan por doquier los objetos eclesiásticos y profanos de esta orfebrería, sobresaliendo en el siglo XVI los siguientes:
- los dos jarrones de plata atribuidos al mencionado Benvenuto en el palacio Durazzo de Génova;
- el rico portapaz de oro y columnillas de lapislázuli que atesora la catedral de Milán;
- los curiosos cofrecillos damasquinados de Milán y Venecia;
- las preciosas copas de ágata y lapislázuli con montura de oro y esmaltes de los siglos XVI al XVIII que se admiran en el Museo del Prado (Madrid);
- candelabros, lámparas, portapaces, cruces, ostensorios y cálices de plata en muchísimas iglesias;
- armas y armadura de acero con labores damasquinadas que tan en boga estuvieron para los ejercicios de torneo en la época de Carlos V.

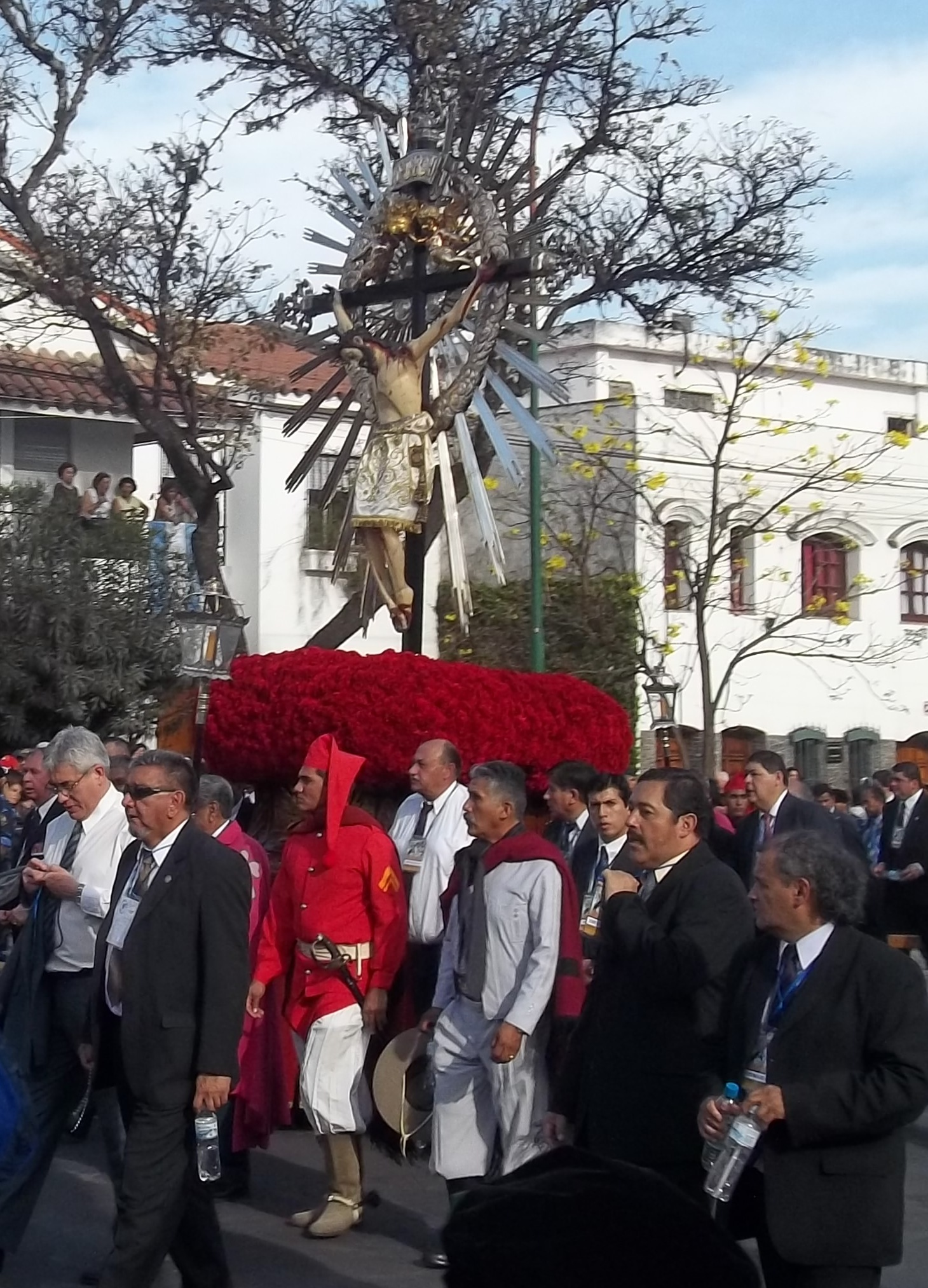
Trabajo de orfebrería realizado en la Imagen de un Cristo.

En España, hubo afamados talleres o centros de orfebrería en la citada época como los de Burgos, León, Palencia, Valladolid, Salamanca, Toledo, Zaragoza, Cuenca, Córdoba, Sevilla y se formó el estilo llamado plateresco labrándose con él preciosas cruces procesionales y riquísimas custodias de plata como las de Jaén, Zaragoza y asimismo, devotas efigies en busto que a la vez servían de relicarios, como las de Zaragoza y Tarazona. Le siguió el estilo clásico durante el reinado de los Felipes y a él se deben las soberbias custodias de Ávila, Valladolid y Sevilla, con otras innumerables y grandiosas piezas de plata, como el frontal y la gradería del altar de la catedral de Zamora. Cundió enseguida el estilo barroco y en él se inspiraron suntuosos muebles o utensilios como los grandes candeleros de plata de la catedral de Mallorca, las enormes lámparas y pesados atriles que se admiran en muchas iglesias, los frontales y graderías de altar con figuras repujadas que son de ver en la catedral de Barbastro y en la iglesia de San Ildefonso en Zamora entre otras.
Se construyeron también con estilo renacentista grandiosos muebles y utensilios de bronce (sin hablar aquí de estatuas), como los siguientes:
- el facistol de coro y el altísimo tenebrario de la catedral de Sevilla, de casi ocho metros;
- la verja de la capilla de Zaporta en la catedral de Zaragoza;
- el púlpito de la catedral de Santiago de Compostela;
- las planchas de revestimiento de la puerta de los Leones en la catedral de Toledo;
- las arquetas y cofrecillos con labores damasquinadas de muchos palacios;
- los medallones y bandejas artísticas.

Desde el siglo XIX, se imitan los estilos medievales, sobre todo, los bizantinos y góticos, además de los clásicos del renacimiento.